# George Frederick McKay
George Frederick McKay (11 de junio de 1899 – 4 de octubre de 1970) fue un prolífico compositor y docente musical estadounidense.

## Biografía
McKay nació en la pequeña ciudad de Harrington (Washington) y se crio junto a su familia en la cercana localidad de Spokane, donde asistió a la escuela hasta sus años universitarios. Se sintió atraído por las canciones folklóricas estadounidenses, incluidos el jazz, el blues y los temas nativos americanos, y en gran medida, su música contiene una conmovedora evocación del espíritu estadounidense de la Costa Oeste, incluidos destellos de una era populista de marchas callejeras, honky-tonk, salones de baile y caos social junto con un reconocimiento de la gran belleza natural de su región natal y la vitalidad de su gente. Admiraba a compositores que involucraban la cultura popular nacional en su música, como Heitor Villa-Lobos, Carlos Chávez, William Grant Still, Antonín Dvořák y Béla Bartók. Muchas de las obras sinfónicas de McKay se centran en temas folclóricos e incluyen piezas dedicadas a la música nativa americana.
Fue famoso por su apoyo intelectual y moral a los jóvenes compositores que estudiaron con él en Seattle, como William Bolcom, Goddard Lieberson y Earl Robinson. También fundó el Departamento de Composición de la Universidad de Washington, donde ejerció como profesor de música durante más de 40 años.
Compuso numerosas obras en gran cantidad de estilos, incluidas 70 obras orquestales y cerca de 1.000 títulos musicales, entre ellos canciones, obras de cámara, sonatas románticas para violín y violonchelo, música de baile, piezas de jazz para piano, rapsodias para bandas, cuartetos de cuerda, melodías de ópera ligera, suites musicales para orquesta de cuerdas, grandes obras corales, piezas para órgano y sinfonías americanas. Compuso varios volúmenes de música para niños y fue un firme defensor de la educación musical en los Estados Unidos. Tras su retiro, se instaló en el Lago Tahoe (Nevada), donde continuó componiendo activamente. También escribió algunas piezas influenciadas por sus viajes a Japón en la década de 1960. Algunas de sus primeras obras orquestales atrajeron a directores como Leopold Stokowski, Thomas Beecham, Arthur Benjamin, Karl Krueger, Fabien Sevitsky y Howard Hanson para presentaciones en vivo en las décadas de 1930 y 1940. Su música ha sido grabada por artistas como William Bolcom y John McLaughlin Williams con la Orquesta Sinfónica de NRCU. McKay también dirigió la Sinfónica de Seattle en varias ocasiones. McKay escribió varios artículos y libros sobre técnica musical, incluidos "Creative Orchestration", "The Technique of Modern Harmony" y "Creative Harmony".

## Educación
George Frederick McKay fue el primer graduado en estudios de composición en la Escuela de Música Eastman de Rochester (Nueva York), en 1923, donde recibió clases del compositor noruego Christian Sinding y del finlandés Selim Palmgren. McKay atribuyó su aprecio por la melodía pura y la importancia de la cultura popular a su relación con Sinding, con quien mantuvo correspondencia durante varias décadas hasta la muerte de este. Más tarde, McKay escribió un conmovedor artículo sobre la estancia de Sinding en Estados Unidos para la revista Etude (número de noviembre de 1944). Palmgren nominó la sonata para violín de McKay, compuesta en Eastman, para el Premio Pulitzer de música. El director Howard Hanson invitó a McKay a regresar a Eastman muchas veces entre 1925 y 1960 para interpretar la música del compositor. "From the Black Hills" de McKay fue interpretada por la Eastman Symphony y dirigida por Hanson en el primer Festival de Compositores Americanos en Eastman en 1925, junto con una de las primeras obras de Aaron Copland y música de otros compositores contemporáneos. Los estudios universitarios iniciales de McKay comenzaron en contabilidad en la Universidad Estatal de Washington y continuaron en música en la Universidad de Washington con Carl Paige Wood. En sus primeros días de estudiante en Seattle, el joven compositor experimentó con jazz, ragtime y canciones de arte romántico.

## Trabajo en la Universidad de Washington.
En 1927, por mediación del director Carl Paige Wood, McKay regreso a la Universidad de Washington como nuevo miembro de la facultad. McKay comenzó un mandato de cuatro décadas componiendo, enseñando y dirigiendo grupos en conciertos de obras contemporáneas y estadounidenses en el área metropolitana de Seattle. Sus composiciones fueron interpretadas por las más importantes orquestas estadounidenses. La Sinfónica de Seattle estrenó varias de sus obras, entre 1930 y 1970, con el compositor dirigiendo algunas representaciones. En 1952, la Sinfónica de Seattle le encargó a McKay que compusiera la Sinfonía del Centenario de la ciudad, ahora conocida como "Evocation Symphony" o "Symphony for Seattle". Este trabajo ha sido grabado profesionalmente por la Sinfónica Nacional de Ucrania bajo la dirección de John McLaughlin Williams. Williams ha sido un firme defensor de la música orquestal de McKay y ha grabado siete sinfonías de McKay, incluida la animada pieza con influencia de los nativos americanos "From A Moonlit Ceremony" (estrenada por Leopold Stokowski en 1946) y "Harbor Narrative", una representación de la escena marítima del noroeste de principios del siglo XX.

## Estudiantes notables
Entre los estudiantes a los que McKay instruyó en la Universidad de Washington se encontraban futuros ganadores del Premio Pulitzer, el Premio Óscar, la Beca Guggenheim y el Premio Grammy. Estos estudiantes incluyen a William Bolcom, Goddard Lieberson, Earl Robinson, Ken Benshoof y Gerald Kechley. El propio McKay recibió una beca Guggenheim para estudiar en Europa en la década de 1920, pero la rechazó para no separarse de su familia y mantenerse en contacto con sus raíces musicales estadounidenses. 

## Grabaciones profesionales
La compañía discográfica NAXOS realizó grabaciones de la música de McKay que publicó en cuatro álbumes, incluidos dos CD sinfónicos dirigidos por John McLaughlin Williams. En 2008 se publicaron más obras sinfónicas, incluida su American Dance Symphony de una hora de duración, "Epoch", que homenajea a cuatro poetas estadounidenses ( Poe, Lanier, Whitman y Sandburg ) y su lugar en la historia. "Epoch" fue grabada por la Orquesta Sinfónica de la Universidad de Kentucky dirigida por John Nardolillo. William Bolcom, exalumno de McKay en la Universidad de Washington, grabó varias de las primeras obras y canciones artísticas de McKay influenciadas por el jazz en el piano. Brian Reagin grabó el concierto para violín de McKay para un álbum que también incluye "Suite on 16th Century Hymn Tunes", que demuestra el dominio de McKay en la música de cuerdas y su amor por los temas melódicos. La suite premiada, "Medieval Dances for Flute and Harp", fue lanzada por Cantilena Records, interpretada por Laurel Zucker (flauta) y Susan Jolles (arpa). Esta obra se ha interpretado ampliamente en conciertos, incluso en la sede de la Conferencia Mundial de Arpa. Para el bicentenario de Abraham Lincoln, Leonard Slatkin interpretó y grabó la composición de McKay, "To A Liberator (A Lincoln Portrait)" con la Sinfónica de Nashville en NAXOS Records (febrero de 2009).